# Domenico Scala (Manager)
Domenico Scala (* 1965 in Basel) ist ein schweizerisch-italienischer Manager in der Bio- und Pharmaindustrie sowie Fussballfunktionär.

## Werdegang
Scala hat einen Universitätsabschluss in Wirtschaftswissenschaften der Universität Basel. Nach seinem Studium arbeitete er bei Nestlé, Panalpina und Roche, wo er mehrere Führungsfunktionen innehatte. Im 2003 wurde er CFO der Syngenta AG und im Jahre 2007 CEO der schwedisch-schweizerischen Dentalunternehmen Nobel Biocare, spezialisiert auf Zahnimplantate. Er ist u. a. im Beirat der Tufts University in Boston, der zweitgrössten zahnmedizinischen Fakultät in Nordamerika. Seit November 2011 ist er Vice-Chairman und seit April 2016 Präsident des Verwaltungsrats der Basilea Pharmaceutica AG. Seit dem 1. Januar 2015 ist Domenico Scala Präsident der i-net innovations Networks Switzerland und seit dem 1. Januar 2016 Präsident des Vorstands der Nachfolgeorganisation BaselArea.swiss. Seit 2014 gehört er der BAKBASEL Economics AG als Verwaltungsrat an und seit 2015 ist er deren Präsident. Seit 2017 ist er Mitglied des Bankrates der Basler Kantonalbank und seit August 2017 Verwaltungsratspräsident der Oettinger Davidoff AG.
Im Jahre 2004 wurde er als einer weniger Führungskräfte vom Weltwirtschaftsforum (WEF) als „Young Global Leader“ gewählt. Er verfügt über eine grosse, internationale Geschäfts- und Führungserfahrung, insbesondere auch im Bereich Life Sciences.

## FIFA-Funktionär
Als Fussballfunktionär wurde er im Mai 2013 zum Chairman des FIFA Audit & Compliance Committees gewählt, das auf sauberes Geschäftsgebaren des Verbandes achten soll. Am 2. Juni 2015 übernahm er die Leitung eines Reformprogramms im Weltfussballverband. Am 10. September publizierte er einen vielbeachteten Reformbericht zur FIFA. Am 26. Februar 2016 verabschiedet der FIFA-Kongress wegweisende Reformen, welche die Grundlage für erhebliche Verbesserungen der Governance beinhalten, u. a. eine klare Trennung zwischen Geschäftsführung und strategischer und politischer Entscheidungen, strengeren Kontrollen für gewählte Amtsträger sowie Zusagen hinsichtlich Frauen im Fussball und Menschenrechten. Die verabschiedeten Reformen tragen weitgehend die Handschrift von Domenico Scala und folgen den Vorschlägen seines veröffentlichten Reformberichtes. Scala fordert darin auch die Mitgliedsverbände und Konföderationen auf, die Grundsätze der Good Governance in ihren Statuten zu verankern.
Aufgrund des von der FIFA-Vollversammlung angenommenen Vorschlags des FIFA-Präsidenten Gianni Infantino, dem zufolge der Council bis zum kommenden Jahr alle Mitglieder der Audit- und Compliance-Kommission, der Ethikkommission, der Disziplinarkommission und der neuen Governance-Kommission selbst bestimmen und entlassen kann, trat Scala, nach heftigem Protest noch am selben Tag von seinem Amt als Chefaufseher zurück.
Seinen Rücktritt kommentierte er wie folgt:

„Ich bin über diesen Entscheid konsterniert, da damit eine zentrale Säule der Good Governance der FIFA untergraben und eine wesentliche Errungenschaft der Reformen zunichte gemacht wird.“